# Louis Édouard Dubufe
Louis Édouard Dubufe (født 30. marts 1820[kilde mangler] i Paris, død 11. august 1883 i Versailles) var en fransk portrætmaler.
Louis Édouard Dubufe var elev af faren Claude Marie Dubufe og af Paul Delaroche, han var ligesom faren en meget søgt portrætmaler i de aristokratiske kredse; særlig hans damebilleder, elegante, koloristisk harmoniske, men uden dybere karakteristik, var stærkt på moden. Han malede også historie- og genrebilleder: Triptykonet Den fortabte Søn, 1866.

## Galleri
- Louis Édouard Dubufe, Kejserinde Eugénie, 1854, Château de Versailles
- Louis Édouard Dubufe,Kejserinde Eugénie, 1854, Château de Versailles
- Louis Edouard Dubufe, Congrès de Paris, 1856, Château de Versailles
- Louis Édouard Dubufe, Rosa Bonheur, 1857, Château de Versailles
- Louis Édouard Dubufe, Prinsesse Mathilde, 1861, Château de Versailles